# Ross (Familienname)
Ross oder Roß ist ein Familienname.

## Namensträger

### A
- Aaron Ross (* 1982), US-amerikanischer American-Football-Spieler
- Abby Ross (* 1997), kanadische Schauspielerin
- Adam Ross (Schriftsteller) (* 1967), US-amerikanischer Journalist und Schriftsteller
- Adam Ross (Eishockeyspieler) (* 1986), kanadischer Eishockeyspieler
- Adelaide Ross (1896–1993), britische Schriftstellerin
- Adrienne Ross, US-amerikanische Basketballspielerin
- Albert Ross (1912–1987), liechtensteinischer Erfinder und Unternehmer
- Alec Ross (Golfspieler) (Alexander Ross; 1879–1952), schottischer Golfspieler
- Alec Ross (Fußballspieler) (Alexander Smart Ross; 1902–1985), schottischer Fußballspieler
- Alec Ross (Rugbyspieler) (Alexander William Ross; 1905–1996), australischer Rugby-Union-Spieler
- Alec Ross (Schauspieler) (Alexander Ross; 1922–1971), britischer Schauspieler
- Alec Ross (Manager) (* 1971), US-amerikanischer Industriemanager, Technologieberater und Regierungsangestellter
- Alex Ross (Musikkritiker) (* 1968), US-amerikanischer Musikkritiker
- Alex Ross (Comiczeichner) (* 1970), US-amerikanischer Comiczeichner und -autor
- Alex Ross (Regisseur), britischer Filmemacher
- Alexander Ross (Schriftsteller) (1590–1654), schottischer Schriftsteller
- Alexander Ross (Dichter) (1699–1784), schottischer Dichter
- Alexander Ross (Entdecker) (1783–1856), schottisch-kanadischer Entdecker
- Alexander Ross (Architekt) (1834–1925), schottischer Architekt
- Alf Ross (1899–1979), dänischer Rechtsphilosoph und Jurist
- Alfred Ross (* 1945), australischer Künstler
- Alina Roß (* 2000), deutsche Voltigiererin
- Allison Ross-Edwards (* 1952), australische Sprinterin
- Angelica Ross (* 1980), US-amerikanische Schauspielerin, Unternehmerin und LGBT-Aktivistin
- Angelo Ross (1911–1989), US-amerikanischer Filmeditor
- Anne Ross (* 1985), deutsche Sängerin
- Annie Ross (1930–2020), US-amerikanische Sängerin und Schauspielerin
- Anthony Ross (1909–1955), US-amerikanischer Schauspieler
- April Ross (* 1982), US-amerikanische Beachvolleyballspielerin
- Arne Roß (* 1966), deutscher Schriftsteller
- Arnold Ross (Mathematiker) (1906–2002), US-amerikanischer Mathematiker
- Arnold Ross (Musiker) (1921–2000), US-amerikanischer Jazzmusiker
- Art Ross (1886–1964), kanadischer Eishockeyspieler und -trainer
- Arthur A. Ross (1920–2008), US-amerikanischer Drehbuchautor
- Ashleigh Ross (* 1999), australische Schauspielerin, Tänzerin und Model
- Atticus Ross (* 1968), britischer Komponist, Musiker und Produzent

### B
- Barney Ross (1909–1967), US-amerikanischer Boxer
- Bernd Ross (* 1938), deutscher Chemiker und Autor
- Bernd Ross (* 1961), deutscher Kriminalschriftsteller, siehe Bernd Sieberichs
- Bernhard Roß (1865–1919), deutscher Architekt, Privatdozent und Hochschullehrer
- Bertha Pabst-Ross (1824–1910), deutsche Malerin
- Beth Ross (* 1996), neuseeländische Ruderin
- Betsy Ross (1752–1836), britisch-amerikanische Polsterin, soll die erste Flagge der USA genäht haben
- Betsy McCaughey Ross (* 1948), US-amerikanische Politikerin, siehe Betsy McCaughey
- Blake Ross (* 1985), US-amerikanischer Softwareentwickler
- Bob Ross (Maler) (1942–1995), US-amerikanischer Maler
- Bob Ross (Dirigent) (* 1954), schottischer Musiker und Dirigent
- Bobby Ross (Fußballspieler, 1917) (Robert Ross; 1917–1994), schottischer Fußballspieler
- Bobby Ross (Fußballspieler, 1927) (Robert Alexander Ross; 1927–1992), schottischer Fußballspieler
- Bobby Ross (Footballtrainer) (* 1936), US-amerikanischer Footballtrainer
- Bobby Ross (Fußballspieler, 1941) (Robert Cochrane Ross; 1941–2022), schottischer Fußballspieler
- Bobby Ross (Fußballspieler, 1942) (Robert Herdman Ross; * 1942), schottischer Fußballspieler
- Bobby Ross (Rugbyspieler) (* 1969), kanadischer Rugby-Union-Spieler
- Brad Ross (* 1992), deutsch-kanadischer Eishockeyspieler
- Brandon Ross (* 1955), US-amerikanischer Jazzmusiker
- Brian Ross, US-amerikanischer Fernsehjournalist
- Browning Ross (1924–1998), US-amerikanischer Leichtathlet

### C
- Caleb Ross (* 1981), neuseeländischer Schauspieler
- Carlo Ross (1928–2004), deutscher Schriftsteller
- Carlos Ross (* 1990), chilenischer Fußballspieler
- Charles Roß (Karl Ross; 1816–1858), deutscher Maler
- Charles Ross, 9. Baronet (1872–1942), schottischer Unternehmer und Erfinder
- Charles Benjamin Ross (1876–1946), US-amerikanischer Politiker, siehe C. Ben Ross
- Charles H. Ross (Charles Henry Ross; 1842?–1897), britischer Autor
- Charles Isaiah Ross (1925–1993), US-amerikanischer Blues-Musiker, siehe Doctor Ross
- Charles N. Ross (1842–1923), US-amerikanischer Bankier und Politiker
- Caroline A. Ross, in den USA tätige Physikerin
- Charlotte Ross (* 1968), US-amerikanische Schauspielerin
- Chelcie Ross (* 1942), US-amerikanischer Schauspieler
- Chris Ross (1933–2013), schottischer Snookerspieler
- Christian Meyer Ross (1843–1904), norwegischer Maler
- Christopher Ross (Bildhauer) (1931–2023), US-amerikanischer Künstler und Sammler
- Christopher Ross (Schauspieler) (1945–1970), US-amerikanischer Schauspieler
- Christopher Ross, Pseudonym von Thomas Jeier (* 1947), deutscher Schriftsteller
- Christopher Ross (Kameramann), britischer Kameramann
- Christopher W. S. Ross (* 1943), US-amerikanischer Diplomat
- Clarence Ross (1923–2008), US-amerikanischer Bodybuilder
- Clark Ross (* 1957), kanadischer Komponist, Gitarrist und Musikpädagoge
- Clifford Ross (* 1952), US-amerikanischer Fotograf und Maler
- Cody Ross (* 1980), US-amerikanischer Baseballspieler
- Colin Ross (Mediziner, 1736) (auch Colin Roß; 1736–1793), schottisch-deutscher Mediziner
- Colin Ross (Journalist) (auch Colin Roß; 1885–1945), österreichischer Journalist und Reiseschriftsteller
- Colin Ross (Schauspieler) (* 1998), US-amerikanischer Schauspieler
- Colin A. Ross (Colin Andrew Ross; * 1952), kanadischer Psychiater
- Craig Ross, US-amerikanischer Gitarrist

### D
- Dan Ross (1957–2006), US-amerikanischer American-Football-Spieler
- Daniel Roß (1840–1899), deutscher Kaufmann und Politiker
- Daniel Ross Mix (* 1975), costa-ricanischer Schauspieler, Filmproduzent und Dokumentarfilmer
- Danny Ross (vor 1956–1995), US-amerikanischer Musiker und Labelbesitzer
- David Ross (Politiker) (1755–1800), US-amerikanischer Politiker
- David Ross (Architekt) (1828–1908), schottischer Architekt
- David Ross (Diplomat) (1902–1984), australisch-britischer Diplomat
- David Ross (Sportschütze) (* 1940), US-amerikanischer Sportschütze und Olympiateilnehmer
- David Ross (Schauspieler) (* 1945), britischer Schauspieler
- David Ross (Schachspieler) (* 1961), kanadischer Schachspieler
- David Ross (Baseballspieler) (* 1977), US-amerikanischer Baseballspieler
- David Edward Ross (1871–1943), US-amerikanischer Ingenieur, Erfinder, Unternehmer und Mäzen
- Deborah J. Ross (* 1947), US-amerikanische Fantasy- und Science-Fiction-Autorin
- Deborah Koff Ross (* 1963), US-amerikanische Politikerin (Demokratische Partei)
- Denman Waldo Ross (1853–1935), US-amerikanischer Maler
- Dennis Ross (* 1948), US-amerikanischer Diplomat
- Dennis A. Ross (* 1959), US-amerikanischer Politiker
- Diana Ross (* 1944), US-amerikanische Sängerin und Schauspielerin
- Dieter Roß (1936–2022), deutscher Journalist, Kommunikationswissenschaftler und Hochschullehrer
- Doc Ross (um 1900–nach 1932), US-amerikanischer Jazz-Musiker
- Doctor Ross (1925–1993), US-amerikanischer Bluesmusiker
- Don Ross (* 1960), kanadischer Komponist und Gitarrist
- Donald Ross (1872–1948), schottischer Architekt
- Donald N. Ross (Mediziner) (1922–2014), britischer Mediziner
- Donald Ross (Badminton) (* um 1935), schottischer Badmintonspieler
- Donald Ross (Schauspieler) (1940–2021), US-amerikanischer Schauspieler
- Donald Ross (Eishockeyspieler) (* 1942), US-amerikanischer Eishockeyspieler
- Donald K. Ross (Offizier) (1910–1992), US-amerikanischer Marineoffizier
- Donald K. Ross (Jurist) (1943–2022), US-amerikanischer Jurist und Autor
- Donaldo Ross (1904–1972), uruguayischer Fußballspieler und -trainer
- Douglas Ross (Eishockeyspieler) (Douglas George Ross; 1951–2022), US-amerikanischer Eishockeyspieler und -trainer
- Douglas Ross (Politiker) (* 1983), schottischer Politiker und Fußballschiedsrichter
- Douglas T. Ross (Douglas Taylor "Doug" Ross; 1929–2007), US-amerikanischer Informatik-Pionier
- Duane Ross (* 1972), US-amerikanischer Leichtathlet

### E
- Earl Ross (1941–2014), kanadischer Rennfahrer
- Eberhard Ross (* 1959), deutscher Künstler
- Edgar Daniel Roß (1807–1885), deutscher Politiker, Mitglied der Frankfurter Nationalversammlung
- Edmund Gibson Ross (1826–1907), US-amerikanischer Politiker
- Edward Ross, Pseudonym von Rossano Brazzi (1916–1994), italienischer Schauspieler
- Edward Ross (Mathematiker) (1881–1947), schottischer Mathematiker
- Edward Alsworth Ross (1866–1951), US-amerikanischer Soziologe und Sozialreformer
- Edward Denison Ross (1871–1940), britischer Orientalist
- Elbridge Ross (1909–1980), US-amerikanischer Eishockeyspieler
- Elisabeth Kübler-Ross (1926–2004), schweizerisch-amerikanische Medizinerin
- Elizabeth Ross (* 1996), neuseeländische Ruderin
- Elizabeth Ness MacBean Ross (1878–1915), schottische Ärztin
- Emil Roß (1884–1943), deutscher Politiker (Zentrum), MdR
- Erhard Roß (1877–1945), deutscher Historiker und Philologe
- Eric F. Ross (1911–2010), US-amerikanischer Unternehmer und Mäzen deutscher Herkunft
- Ernie Ross (1942–2021), schottischer Politiker
- Ernst Ross (* vor 1968), deutscher Berufspädagoge und Autor
- Erwin Ross (1926–2010), deutscher Maler
- Ethan Ross (Fußballspieler, 1997) (* 1997), englischer Fußballspieler
- Ethan Ross (Fußballspieler, 2001) (* 2001), schottischer Fußballspieler

### F
- Finn Ross (* 1982), britischer Videodesigner
- Fiona Ross (* 1954), britische Schriftgestalterin
- Florian Ross (* 1972), deutscher Komponist und Jazz-Pianist
- Forrestina Elizabeth Ross (1860–1936), neuseeländische Journalistin und Bergsteigerin
- Fran Ross (1935–1985), US-amerikanische Schriftstellerin
- Frances M. Ross (* 1964), in den USA tätige Physikerin
- Francis Ross (* 1998), schottischer Fußballspieler
- Frank Ross (Produzent) (1904–1990), US-amerikanischer Filmproduzent, Drehbuchautor und Schauspieler
- Frank Ross, Pseudonym von Fausto Tozzi (1921–1978), italienischer Schauspieler und Drehbuchautor
- Frank Ross (Politiker) (* 1959), schottischer Politiker
- Frank Elmore Ross (1874–1960), US-amerikanischer Astronom und Physiker
- Frank Mackenzie Ross (1891–1971), kanadischer Unternehmer
- Franz Joseph Ross (1881–1949), deutscher Politiker (SPD), MdL Hessen
- Franz Wilhelm Ross (1838–1901), deutscher Maurermeister und Schätzwert-Experte
- Frieda Roß (1899–1975), deutsche Politikerin (SPD)
- Friedrich Ross (Ingenieur) (1850–1918), deutscher Ingenieur
- Friedrich Ross (Fabrikant) (1901–nach 1970), deutscher Schuhfabrikant und Verbandsfunktionär
- Friedrich Müller-Ross (1906–nach 1958), deutscher Geograf und Volkskundler
- Fritz Ross (1889–1964), österreichischer Verleger

### G
- Gail Ross, schottische Politikerin
- Gary Ross (* 1956), US-amerikanischer Regisseur, Produzent und Drehbuchautor
- Gary Ross (Eishockeyspieler) (* 1953), US-amerikanischer Eishockeyspieler
- Gaylen Ross (* 1950), US-amerikanische Filmschaffende und Schauspielerin
- George Ross (1730–1779), britisch-amerikanischer Rechtsanwalt und Staatsmann, einer der Gründerväter der USA
- George Ross of Cromarty (1700–1786), schottischer Politiker
- George Ross (Fußballspieler, 1869) (1869–1928), schottischer Fußballspieler
- George Ross (Turner) (1877–1945), britischer Turner
- George Ross (Baseballspieler) (1892–1935), US-amerikanischer Baseballspieler
- George Ross (Fußballspieler, 1908) (1908–1980), schottischer Fußballspieler
- George Ross (Fußballspieler, 1920) (1920–2014), englischer Fußballspieler
- George Ross (Fußballspieler, 1943) (1943–2016), schottischer Fußballspieler
- George H. Ross (* 1928), US-amerikanischer Geschäftsmann und Unternehmer
- George William Ross (1841–1914), kanadischer Politiker
- Gerald Ross (* 1954), US-amerikanischer Musiker, Ukulele-Spieler
- Gilbert C. Ross (1878–1947), US-amerikanischer Politiker
- Gordon Ross (* 1978), schottischer Rugby-Union-Spieler
- Graham Ross (Physiker) (1944–2021), britischer Physiker und Hochschullehrer
- Grant Ross (* 1986), südafrikanischer Schauspieler
- Gustav Ross (1818–1861), deutscher Arzt, Orthopäde und Privatdozent

### H
- Hannah Ross (* 1990), US-amerikanische Radsportlerin, Beachhandballspielerin und Autorin
- Hans Ross (Linguist) (1833–1914), norwegischer Sprachforscher
- Hans Roß (Architekt) (1873–1922), deutscher Architekt und Baukünstler
- Hans-Eberhard Roß (* 1962), deutscher Kirchenmusikdirektor und Kantor
- Harold Ross (1892–1951), US-amerikanischer Journalist und Herausgeber
- Harry S. Ross (1876–1955), US-amerikanischer Beamter und Politiker
- Hein Ross (1877–1969), deutscher Maler
- Heiner Roß (* 1942), deutscher Filmhistoriker und Kinodirektor
- Heinrich Ross (1870–1957), deutscher Verleger, siehe Ross-Verlag
- Heinrich Ross (Maler) (1904–1989), deutscher Maler und Zeichner
- Heinrich Wilhelm Roß (1876–1922), deutscher Maler
- Heinz Ross, deutscher Basketballspieler
- Helene Ross (1827–1911), deutsche Malerin
- Henry H. Ross (1790–1862), US-amerikanischer Politiker
- Henryk Ross (1910–1991), polnischer Fotograf und Überlebender des Holocaust
- Herbert Ross (1927–2001), US-amerikanischer Choreograf und Filmregisseur
- Hermann Roß (1939–2021), deutscher Fußballspieler
- Hilda Ross (1883–1959), neuseeländische Politikerin
- Holli Ross (1956–2020), US-amerikanische Jazzsängerin
- Howard Ross (* 1941), italienischer Schauspieler, siehe Renato Rossini

### I
- Ian Ross (Nachrichtensprecher) (1940–2014), australischer Nachrichtensprecher
- Ian Ross (Fußballspieler, 1947) (1947–2019), schottischer Fußballspieler und -trainer
- Ian Ross (Fußballspieler, 1968) (* 1968), englischer Fußballspieler
- Ian Ross (Fußballspieler, 1974) (* 1974), schottischer Fußballspieler
- Ian Ross (Kanute) (* 1992), US-amerikanischer Kanute
- Ian Munro Ross (1927–2013), britischer Elektroingenieur
- Igor Sacharow-Ross (* 1947), sowjetisch-russischer Künstler
- Inigo Ross (1960–1997), antiguanischer Windsurfer

### J
- Jaan Ross (* 1957), estnischer Musikwissenschaftler und Psychologe
- Jack Ross (Musiker) (1916–1982), US-amerikanischer Trompeter und Entertainer
- Jack Ross (Autor) (* 1962), neuseeländischer Schriftsteller, Übersetzer und Herausgeber
- Jack Ross (Fußballspieler) (* 1976), schottischer Fußballspieler und -trainer
- Jacqueline Ross (* 1969), vincentische Leichtathletin
- Jackie Ross (* 1946), US-amerikanische Soulsängerin
- Jaida Ross (* 2001), US-amerikanische Leichtathletin
- James Ross (Politiker) (1762–1847), britisch-amerikanischer Anwalt und Politiker
- James Ross (Architekt) (ca. 1781–1853), schottischer Architekt
- James Clark Ross (1800–1862), englischer Entdecker und Seefahrer
- James Leveson Ross (1848–1913), schottisch-kanadischer Eisenbahningenieur und Geschäftsmann
- James Daniel Ross (1866–1902), schottischer Fußballspieler, siehe Jimmy Ross
- James Delmage Ross (1872–1939), Leiter des Skagit River Projects, siehe Ross-Talsperre
- James William Ross (* 1952), US-amerikanischer Kommentator, siehe Jim Ross
- James Ross, gemeinsames Pseudonym der britischen SF-Autoren Hugh Darrington und Tony Halliwell
- Jamison Ross (* 1987), US-amerikanischer Jazz-Schlagzeuger und Sänger
- Jan Roß (* 1965), deutscher Journalist und Autor
- Jane Ross (* 1989), schottische Fußballspielerin
- Jared Ross (Eishockeyspieler, 1982) (* 1982), US-amerikanischer Eishockeyspieler
- Jared Ross (Eishockeyspieler, 1984) (* 1984), kanadischer Eishockeyspieler
- Jeff Ross (* 1965), US-amerikanischer Comedian, Schauspieler, Drehbuchautor und Produzent
- Jerry Ross (* 1948), US-amerikanischer Astronaut
- Jerry Ross (Komponist) (1926–1955), US-amerikanischer Komponist und Liedtexter
- Jill Ross (* 1958), kanadische Mehrkämpferin und Weitspringerin
- Jim Ross (* 1952), US-amerikanischer Kommentator
- Jimmy Ross (1866–1902), schottischer Fußballspieler
- Jimmy D. Ross (1936–2012), US-amerikanischer General
- Joel Ross (* 1995), US-amerikanischer Jazzmusiker
- Johanna Ross (* 1985), estnische Literaturwissenschaftlerin und Übersetzerin
- Johannes Roß (John Peter Francis Ross; 1875–1969), deutscher römisch-katholischer Ordensgeistlicher (Jesuit) und Bischof
- John Ross (Bischof, Carlisle) († 1332), englischer Geistlicher, Bischof von Carlisle
- John Ross (Bischof, Exeter) (1719–1792), britischer Geistlicher, Bischof von Exeter
- John Ross (Diplomat) (1726–1800), Persönlichkeit der American Revolution
- John Ross (Politiker, 1770) (1770–1834), US-amerikanischer Politiker (Pennsylvania)
- John Ross (Polarforscher) (1777–1856), britischer Konteradmiral und Polarforscher
- John Ross (Häuptling) (1790–1866), amerikanischer Häuptling der Cherokee-Indianer
- John Ross (Entdecker) (1817–1903), schottisch-australischer Erforscher Zentralaustraliens
- John Ross (Politiker, 1818) (1818–1871), kanadischer Politiker
- John Ross (Missionar) (1842–1915), schottischer presbyterianischer Missionar und Bibelübersetzer
- John Ross, 1. Baronet (1853–1935), irischer Richter und letzter Lordkanzler von Irland
- John Ross (Chemiker) (eigentlich Hans Rosenberger; 1926–2017), US-amerikanischer Chemiker und Hochschullehrer österreichischer Herkunft
- John Ross (Leichtathlet) (1931–2022), kanadischer Leichtathlet
- John Ross (Schriftsteller) (1938–2011), US-amerikanischer Schriftsteller und Journalist
- John Ross (Freestyle-Skier) (* 1961), kanadischer Freestyle-Skier, Trampolinturner und Stuntman
- John Ross (Tennisspieler) (* 1964), US-amerikanischer Tennisspieler
- John Ross (Footballspieler) (* 1995), US-amerikanischer ehemaliger American-Football-Spieler
- John Ross (Regisseur), US-amerikanischer Regisseur
- John Clunies-Ross (1786–1854), schottischer Schiffskapitän und König der Kokosinseln
- John Jones Ross (1831–1901), kanadischer Politiker
- John Q. Ross (1873–1922), US-amerikanischer Politiker
- John Robert Ross (1938–2025), US-amerikanischer Sprachwissenschaftler
- John Wesley Ross (1841–1902), US-amerikanischer Politiker
- Jonathan Ross (Politiker) (1826–1905), US-amerikanischer Politiker
- Jonathan Ross, Pseudonym von John Rossiter (1916–2005), britischer Schriftsteller
- Jonathan Ross (Moderator) (* 1960), britischer Moderator
- Joseph Roß (1836–1923), deutscher Beamter und Politiker (Zentrum), MdR
- Joshua Ross (* 1981), australischer Leichtathlet
- Judith Joy Ross (* 1946), US-amerikanische Fotografin
- Julian MacLaren-Ross (1912–1964), britischer Schriftsteller
- Junior Ross (* 1986), peruanischer Fußballspieler

### K
- Karl Ross, eigentlicher Name von Charles Roß (1816–1858), deutscher Maler
- Karl Ross (Architekt) (Karl Eduard Franz Hubert; Karl Roß; Karl Hubert Roß; 1867–1944), deutscher Architekt
- Karl Ross (Politiker) (1882–1945), deutscher Politiker (KPD)
- Katharine Ross (* 1940), US-amerikanische Schauspielerin und Autorin
- Kelsie Murrel-Ross (* 2002), grenadische Leichtathletin
- Ken Ross (1900–1974), australischer Radrennfahrer
- Kenneth A. Ross (* 1936), US-amerikanischer Mathematiker
- Kristiina Ross (* 1955), estnische Sprachwissenschaftlerin und Übersetzerin
- Kristin Ross (* 1953), US-amerikanische Romanistin
- Kurt Ross (1915–2007), deutscher Politiker (SPD)
- Kyla Ross (* 1996), US-amerikanische Turnerin

### L
- Laura Ross (* 1980), US-amerikanische Schachspielerin
- Laurenne Ross (* 1988), US-amerikanische Skirennläuferin
- Lawrence Sullivan Ross (1838–1898), US-amerikanischer Offizier und Politiker
- Leanne Ross (* 1981), schottische Fußballspielerin
- Lee Ross (Psychologe) (Lee David Ross; 1942–2021), kanadisch-US-amerikanischer Sozialpsychologe
- Lee Ross (Drehbuchautor) (* 1964, Lee H. Ross), US-amerikanischer Drehbuchautor und Filmproduzent
- Lee Ross (Schauspieler) (* 1971), britischer Schauspieler
- Leon Ross (* 1968), deutscher Jurist, Präsident des OLG Dresden
- Lewis W. Ross (1812–1895), US-amerikanischer Politiker
- Lian Ross (* 1962), deutsche Sängerin
- Liberty Ross (* 1978), britisches Model und Schauspielerin
- Lillian Bos Ross (1898–1960), US-amerikanische Schriftstellerin
- Lillian Ross (1918–2017), US-amerikanische Journalistin
- Lonny Ross, US-amerikanischer Schauspieler
- Luca Ross (* 2006), schottischer Fußballspieler
- Ludwig Ross (1806–1859), deutscher Archäologe

### M
- Malcolm Ross (Journalist) (1862–1930), neuseeländischer Journalist und Bergsteiger
- Malcolm Ross (Linguist) (* 1942), australischer Linguist
- Manfred Ross (* 1940), deutscher Ruderer
- Marion Ross (Physikerin) (1903–1994), schottische Physikerin und Hochschullehrerin
- Marion Ross (* 1928), US-amerikanische Schauspielerin
- Marion Collier Ross (1927–2003), US-amerikanischer Offizier, Generalleutnant der US Army
- Marjorie Ross, Ehename von Marjorie Delaney (* um 1915), kanadische Badmintonspielerin
- Mary G. Ross (1908–2008), Native American Mathematikerin und Ingenieurin
- Mathias Ross (* 2001), dänischer Fußballspieler
- Matt Ross (* 1970), US-amerikanischer Schauspieler
- Matt Ross (Fußballtrainer) (* 1978), australischer Fußballtrainer
- Maurice Ross (* 1981), schottischer Fußballspieler
- Mechthild Ross-Luttmann (* 1958), deutsche Politikerin (CDU)
- Michael Ross (Schauspieler) (1911–1993), US-amerikanischer Schauspieler
- Michael Ross (Filmeditor) (Michael Arlen Ross), Filmeditor und Drehbuchautor
- Michael Bruce Ross (1959–2005), US-amerikanischer Serienmörder
- Michael L. Ross (* 1961), US-amerikanischer Politikwissenschaftler
- Mikaël Ross (* 1984), deutscher Comiczeichnern und Illustrator
- Mike Ross (Michael Avery Ross; * 1961), US-amerikanischer Politiker
- Miles Ross (1827–1903), US-amerikanischer Politiker

### N
- Nellie Tayloe Ross (1876–1977), US-amerikanische Politikerin
- Nick Ross (Fußballspieler, 1863) (Nicholas John Ross; 1863–1894), schottischer Fußballspieler
- Nick Ross (Moderator) (* 1947), britischer Moderator
- Nick Ross (Eishockeyspieler) (Nicholas Rory Ross; * 1989), kanadischer Eishockeyspieler
- Nick Ross (Hockeyspieler) (Nicholas William Ross; * 1990), neuseeländischer Hockeyspieler
- Nick Ross (Fußballspieler, 1991) (* 1991), schottischer Fußballspieler
- Norman Ross (1896–1953), US-amerikanischer Schwimmer

### O
- Olaf Roß (1959–2006), deutscher Fußballspieler
- Oliver Ross (* 2004), dänischer Fußballspieler
- Olivia Ross (* 1992), britische Schauspielerin und Synchronsprecherin
- Otto Roß (1887–1987), deutscher Widerstandskämpfer gegen den Nationalsozialismus (SPD, USPD, KPD)

### P
- Patricia Ross (* 1959), US-amerikanische Skilangläuferin
- Paul Ross, Pseudonym von Paolo Rosani (1949–1982), italienisches Model und Schauspieler
- Paul Ross (Drehbuchautor), Drehbuchautor und Schauspieler
- Paul Ross (Moderator) (* 1956), britischer Moderator und Journalist
- Paul-Stefan Roß (* 1963), deutscher Theologe, Sozialarbeitswissenschaftler und Hochschullehrer
- Peter Ross (Musikwissenschaftler) (* 1943), deutscher Musikwissenschaftler
- Peter Ross (Journalist) (* vor 1981), schottischer Journalist und Autor

### R
- RaMell Ross (* 1982), US-amerikanischer Filmemacher
- Randolph Ross (* 2001), US-amerikanischer Leichtathlet
- Regina Wichmann-Roß (1956–2012), deutsche Pastorin
- Reinhard Roß (1950–2021), deutscher Politiker (SPD), Mitglied des Abgeordnetenhauses von Berlin
- Reuben Ross (* 1985), kanadischer Wasserspringer
- Ricco Ross (* 1960), US-amerikanischer Schauspieler und Filmproduzent
- Rich Ross, US-amerikanischer Manager
- Richard Ross (1946–2001), niederländischer Zauberkünstler
- Richard S. Ross (1924–2015), US-amerikanischer Mediziner und Hochschullehrer
- Rick Ross (* 1976), US-amerikanischer Rapper
- Robert Ross (Offizier) (um 1740–1794), Offizier der Royal Marines, Vizegouverneur von New South Wales
- Robert Ross (General) (1766–1814), britischer Generalmajor
- Robert Ross (1968–2021), US-amerikanischer Rapper, besser bekannt als Black Rob
- Robert Baldwin Ross (1869–1918), britischer Geliebter von Oscar Wilde
- Robert Dalrymple Ross († 1887), australischer Politiker, Sprecher des South Australian House of Assembly
- Robert Tripp Ross (1903–1981), US-amerikanischer Politiker
- Ronald Ross (1857–1932), britischer Mediziner
- Ronald Ross (Basketballspieler) (* 1983), US-amerikanischer Basketballspieler
- Ronnie Ross (1933–1991), britischer Jazzmusiker
- Rudolf Roß (1872–1951), deutscher Politiker (SPD), Erster Bürgermeister von Hamburg

### S
- Sabine Roß (* 1962), deutsche Soziologin und Historikerin, siehe Sabine Kuder
- Sabrina Roß (* 1980), deutsche Volleyballspielerin
- Sanya Richards-Ross (* 1985), US-amerikanische Sprinterin
- Sarah Ross (* 1977), deutsche Musikethnologin und Hochschullehrerin
- Scott Ross (1951–1989), US-amerikanischer Cembalist
- Shane Ross (* 1949), irischer Journalist, Sachbuchautor und Politiker
- Shaun Ross (* 1991), US-amerikanisches Model und Schauspieler
- Shavar Ross (* 1971), US-amerikanischer Schauspieler und Regisseur
- Sobieski Ross (1828–1877), US-amerikanischer Politiker
- Spencer Ross (* 1981), US-amerikanischer Basketballspieler
- Stacey Ross (* 1973), englischer Squashspieler
- Stefanie Ross, deutsche Autorin
- Stephen Ross, Baron Ross of Newport (1926–1993), britischer Politiker
- Stephen Ross (1944–2017), US-amerikanischer Wirtschaftswissenschaftler und Hochschullehrer
- Stephen M. Ross (* 1940), US-amerikanischer Unternehmer
- Steve Ross (Tennisspieler) (* 1943), US-amerikanischer Tennisspieler
- Steve Ross (Regisseur) (Steven J. Ross; * 1949), US-amerikanischer Dokumentarfilmregisseur
- Steven Ross (geb. Steven Jay Rechitz; 1927–1992), US-amerikanischer Medienmanager
- Summer Ross (* 1992), US-amerikanische Volleyball- und Beachvolleyballspielerin
- Susan McKinley Ross, US-amerikanische Spieleautorin

### T
- Tadeusz Ross (1938–2021), polnischer Schauspieler und Politiker
- Tamar Ross (* 1938), US-amerikanische jüdische Philosophin
- Ted Ross (1934–2002), US-amerikanischer Schauspieler
- Terrence Ross (* 1991), US-amerikanischer Basketballspieler
- Tessa Ross (* 1961), britische Film- und Fernsehproduzentin
- Theodor Roß (1864–1930), deutscher Architekt
- Theodor Ross (1868–1939), deutscher Kaufmann und Unternehmensgründer
- Thomas Ross (Politiker) (1806–1865), US-amerikanischer Politiker
- Thomas Ross (Journalist) (1927–2007), deutscher Journalist
- Thomas Ross (Eisschnellläufer) (* 1927), britischer Eisschnellläufer
- Thomas Roß (* 1964), deutscher Fußballspieler
- Thomas Edwin Ross (1873–1951), kanadischer Politiker
- Thomas Hambly Ross (1886–1956), kanadischer Politiker
- Thomas R. Ross (1788–1869), US-amerikanischer Politiker
- Tomas Ross (Schriftsteller) (eigentlich Willem Pieter Hogendoorn; * 1944), niederländischer Schriftsteller und Drehbuchautor
- Tomás Ross (* 1998), argentinischer Schauspieler
- Tony Ross (* 1938), britischer Kinderbuchautor
- Tracee Ellis Ross (* 1972), US-amerikanische Schauspielerin
- Troy Ross (* 1975), kanadischer Boxer und Filmschauspieler
- Tyler Ross (* 1989), US-amerikanischer Schauspieler

### W
- W. J. Ross, US-amerikanischer Lacrossespieler
- Walter Ross (Politiker) (1817–1888), kanadischer Geschäftsmann und Politiker
- Walter Ross (Komponist) (Walter Beghtol Ross; * 1936), US-amerikanischer Komponist und Musiker
- Warwick Ross, australischer Filmproduzent, Drehbuchautor und Filmregisseur
- Werner Ross (1912–2002), deutscher Publizist und Kritiker
- Wilbur Ross (* 1937), US-amerikanischer Unternehmer und Politiker
- Wilhelm Ross (1772–1854), deutscher evangelischer Bischof
- William Ross (Politiker, I) († 1830), US-amerikanischer Jurist und Politiker
- William Ross (Politiker, 1824) (1824–1912), kanadischer Politiker
- William Ross (Ruderer) (1900–1992), kanadischer Ruderer
- William Ross, Baron Ross of Marnock (1911–1988), schottischer Politiker
- William Ross (Politiker, 1936) (* 1936), nordirischer Politiker
- William Ross (Komponist) (* 1948), US-amerikanischer Komponist
- William B. Ross (1873–1924), US-amerikanischer Politiker
- William Cecil Ross (1911–1998), kanadischer Politiker
- William Charles Ross (1794–1860), britischer Maler
- William David Ross (1877–1971), britischer Philosoph
- William Donald Ross (1869–1947), kanadischer Politiker
- William Edward Daniel Ross, US-amerikanischer Autor
- William H. H. Ross (1814–1877), US-amerikanischer Politiker
- William Stewart Ross (1844–1906), schottischer Freidenker
- Wolfgang Roß (1935–1994), deutscher Politiker (NPD)

### Y
- Yo! Co Ross, philippinische Rapperin und Sängerin